# Isanthrene minor
Isanthrene minor är en fjärilsart som beskrevs av Butler 1876. Isanthrene minor ingår i släktet Isanthrene och familjen björnspinnare. Inga underarter finns listade i Catalogue of Life.